# Оштарський Становий
45°01′ пн. ш. 15°38′ сх. д. / 45.02° пн. ш. 15.64° сх. д.
Оштарський Становий (хорв. Oštarski Stanovi) — населений пункт у Хорватії, у Карловацькій жупанії у складі громади Раковиця.

## Населення
Населення за даними перепису 2011 року становило 149 осіб.
Динаміка чисельності населення поселення: